# Sunflower (musikalbum)
Sunflower är ett album som gavs ut 31 augusti 1970 av The Beach Boys. Albumet var gruppens nittonde LP och den första för skivbolaget Reprise. Det är producerat av The Beach Boys gemensamt.
Albumet nådde Billboard-listans 151:a plats, deras sämsta placering för ett studioalbum dittills och endast tangerat av M.I.U. Album från 1978. På den brittiska albumlistan nådde det 29:e plats. Tidskriften Rolling Stone rankade albumet 2003 som nummer 380 på sin lista över de 500 bästa albumen genom tiderna.

## Låtlista
1. "Slip on Through" (Dennis Wilson) - 2:19
2. "This Whole World" (Brian Wilson) - 1:58
3. "Add Some Music to Your Day" (Brian Wilson/Joe Knott/Mike Love) - 3:36
4. "Got to Know the Woman" (Dennis Wilson) - 2:43
5. "Deirdre" (Bruce Johnston/Brian Wilson) - 3:29
6. "It's About Time" (Dennis Wilson/Bob Burchman/Al Jardine/Carl Wilson) - 2:58
7. "Tears in Morning" (Bruce Johnston) - 4:11
8. "All I Wanna Do" (Brian Wilson/Mike Love) - 2:36
9. "Forever" (Dennis Wilson/Gregg Jakobson) - 2:42
10. "Our Sweet Love" (Brian Wilson/Carl Wilson/Al Jardine) - 2:41
11. "At My Window" (Brian Wilson/Al Jardine) - 2:32
12. "Cool, Cool Water" (Brian Wilson/Mike Love) - 5:04